# Gute Arbeit
Gute Arbeit lautet das Fahnenwort für eine vom Deutschen Gewerkschaftsbund (DGB) ausgehenden Initiative einiger deutscher Gewerkschaften. Es dient als Leitbild einer modernen, humanen Arbeitswelt und soll wieder den Blick auf die Qualität der Arbeitsbedingungen richten.
Gute Arbeit ist auch ein vom DGB definierter Index, mit dem die Entwicklung der Qualität der Arbeit in Deutschland beobachtet wird sowie der Titel einer seit 1988 erscheinenden Zeitschrift Gute Arbeit (Untertitel: Gesundheitsschutz und Arbeitsgestaltung)  im Bund-Verlag.

## Geschichte des LeitbildsGute Arbeit
Das Konzept Gute Arbeit knüpft an das in den 1970er und 1980er Jahren verfolgte Projekt „Humanisierung des Arbeitslebens“ an. Gute Arbeit orientiert sich zudem am – an das Anspruchsniveau industrialisierter Länder angepasste und weiterentwickelte – Leitbild der Internationalen Arbeitsorganisation von „Decent Work“ („anständiger Arbeit“).
Als arbeitspolitisches Leitbild wurde der Begriff Gute Arbeit erstmals von der IG Metall Anfang der 1990er Jahre in die tarifpolitische Diskussion um eine „Tarifreform 2000“ eingebracht.
Angesichts umfassender betrieblicher Reorganisationsmaßnahmen in der deutschen Wirtschaft hatten sich die Gewerkschaften in den 1990ern auf eine Politik der Beschäftigungs- und Einkommenssicherung konzentriert. Das Thema Gute Arbeit kam damit erst im Jahr 2002 mit der IG-Metall-Tagung „Gute Arbeit – Menschengerechte Arbeitsgestaltung als gewerkschaftliche Zukunftsaufgabe“ wieder auf. Im Oktober 2003 wurde das bis dahin IG-Metall-Projekt Gute Arbeit als Querschnittsaufgabe für die gewerkschaftliche Interessenvertretung beschlossen. Zu einem umfassenden Thema gewerkschaftlicher Arbeitspolitik wurde Gute Arbeit jedoch erst 2006, als beim DGB-Bundeskongress gemeinsame Anstrengungen für eine „humane und gute Arbeit“ beschlossen wurden. Dort wurde auch die Entwicklung des Index „Gute Arbeit“ eingeleitet.
Das Leitbild Gute Arbeit beschreibt den gewerkschaftlichen und betriebsrätlichen Entwurf für die idealtypische Gestaltung von Arbeit im Sinne der Beschäftigten.
Gute Arbeit basiert dabei im Kern auf vier thematischen Säulen.
1. Gute Arbeit ist gut bezahlte Arbeit.
2. Gute Arbeit ist sichere Arbeit (Kündigungsschutz, Rückdrängung von Leiharbeit, Befristungen und Werkverträgen).
3. Gute Arbeit ist menschengerechte Arbeit (Begrenzung von Arbeitsbelastung, effektiver Arbeitsschutz, Vereinbarkeit von Familie und Beruf…).
4. Gute Arbeit bietet Möglichkeiten zu Aufstieg und Weiterbildung.

In der Diskussion von Guter Arbeit spielen weitere Kriterien eine Rolle, beispielsweise, ob die Arbeit als sinnvoll empfunden wird. 
Gute Arbeit wird gestaltet von Betriebsräten und Gewerkschaften.
Betriebsräte versuchen dabei das Maximum aus denen ihnen durch das Betriebsverfassungsgesetz gegebenen Rechte zu machen. Im Fokus steht dabei unter anderem die Gestaltung der Arbeitszeitregelungen. Eine immer größere Bedeutung kommt zudem in der modernen Betriebsratsarbeit dem Themenfeld der strategischen Personalplanung zu.
Ergänzt werden die betriebsrätlichen Bemühungen idealtypisch durch konsequente Tarifarbeit der Gewerkschaften. Hier geht der Trend hin zu einem Mix aus qualitativer und quantitativer Forderungen. Bei quantitativen Forderungen geht es dabei immer um ein Mehr oder ein Weniger, also z. B. mehr Lohn, mehr freie Tage, weniger zu leistende Arbeitszeit bei gleichem Lohn. Qualitative Tarifpolitik fordert dagegen im Kern ein Besser. Ein Beispiel qualitativer Tarifpolitik wäre ein Arbeitszeittarifvertrag, der eine bessere Verteilung der zu leistenden Arbeitszeit definiert oder der Ausschluss von bestimmten Befristungsarten.
Ob durch betriebsrätliches oder gewerkschaftliches Tun, am Ende geht es beim Themenfeld Gute Arbeit um die nachhaltige und langfristige Gestaltung von Arbeit im Sinne der Beschäftigten. Gute Arbeit ist dabei der Gegenentwurf zu neoliberalen Handlungsansätzen, bei denen allein der Unternehmer und der Markt die Rahmenbedingungen von Arbeit zu definieren haben.

## Politik und Gesellschaft
Der Begriff Gute Arbeit gewinnt auch im politischen und gesellschaftlichen Raum langsam an Bedeutung.
Auf Initiative der damaligen Bundesregierung haben sich im Mai 2002 Gewerkschaften, Arbeitgeberverbände, Sozialversicherungsträger, Länder, Bund und Unternehmen in einer „Initiative Neue Qualität der Arbeit“ (INQA) zusammengefunden. Mit INQA sollen die sozialen Interessen der Beschäftigten an gesunden und gesundheitsförderlichen Arbeitsbedingungen mit den wirtschaftlichen Interessen der Unternehmen verbunden werden.
In einer Entschließung des Europäischen Rates vom Mai 2007 hat die Europäische Union das Konzept von Guter Arbeit in ihre „Gemeinschaftsstrategie zu Gesundheit und Sicherheit bei der Arbeit für den Zeitraum 2007 bis 2012“ mit aufgenommen.
Im SPD-Grundsatzprogramm vom Oktober 2007 wurde Gute Arbeit in das neue SPD-Grundsatzprogramm aufgenommen.
Bei Kirchen und Sozialverbänden wird „Gute Arbeit“ als Konzept einer menschengerechten Arbeitswelt zunehmend diskutiert.